# جام ملت‌های اقیانوسیه ۲۰۰۲
جام ملت‌های اقیانوسیه ۲۰۰۲ ششمین دوره از مسابقات جام ملت‌های اقیانوسیه بود که توسط کنفدراسیون فوتبال اقیانوسیه برگزار شد. در پایان مسابقات تیم ملی فوتبال نیوزیلند برای سومین بار به مقام قهرمانی رسید.